# Карликовая антилопа
Карликовая антилопа, или антилопа-карлик (Neotragus pygmaeus), — вид млекопитающих семейства полорогих, самый мелкий представитель подсемейства настоящих антилоп.

## Описание
Высота в холке составляет всего 30 см (по другим данным 25 см), масса 3,2—3,6 кг (по другим сведениям 1,5—3 кг). Детёныш карликовой антилопы настолько мал, что может разместиться на ладони взрослого человека. Задние ноги гораздо длиннее передних. Цвет шерсти рыжевато-коричневый, несколько темнее на голове, спине и боках. Подбрюшье, подбородок и внутренние поверхности ног белые; на конце хвоста белая кисточка. У самцов имеются небольшие конусовидные рожки чёрного цвета, длиной около 2,5 см (до 3,5 см).

## Распространение
Этот вид обитает в густых лесах Западной Африки, от Сьерра-Леоне до Ганы.

## Образ жизни
Карликовые антилопы активны в сумерки или ночью, они очень осторожны. Избегая опасности, могут совершать прыжки на 2,5 м.en

## Питание
Питаются листьями и плодами под пологом леса.

## Социальная структура, размножение и развитие

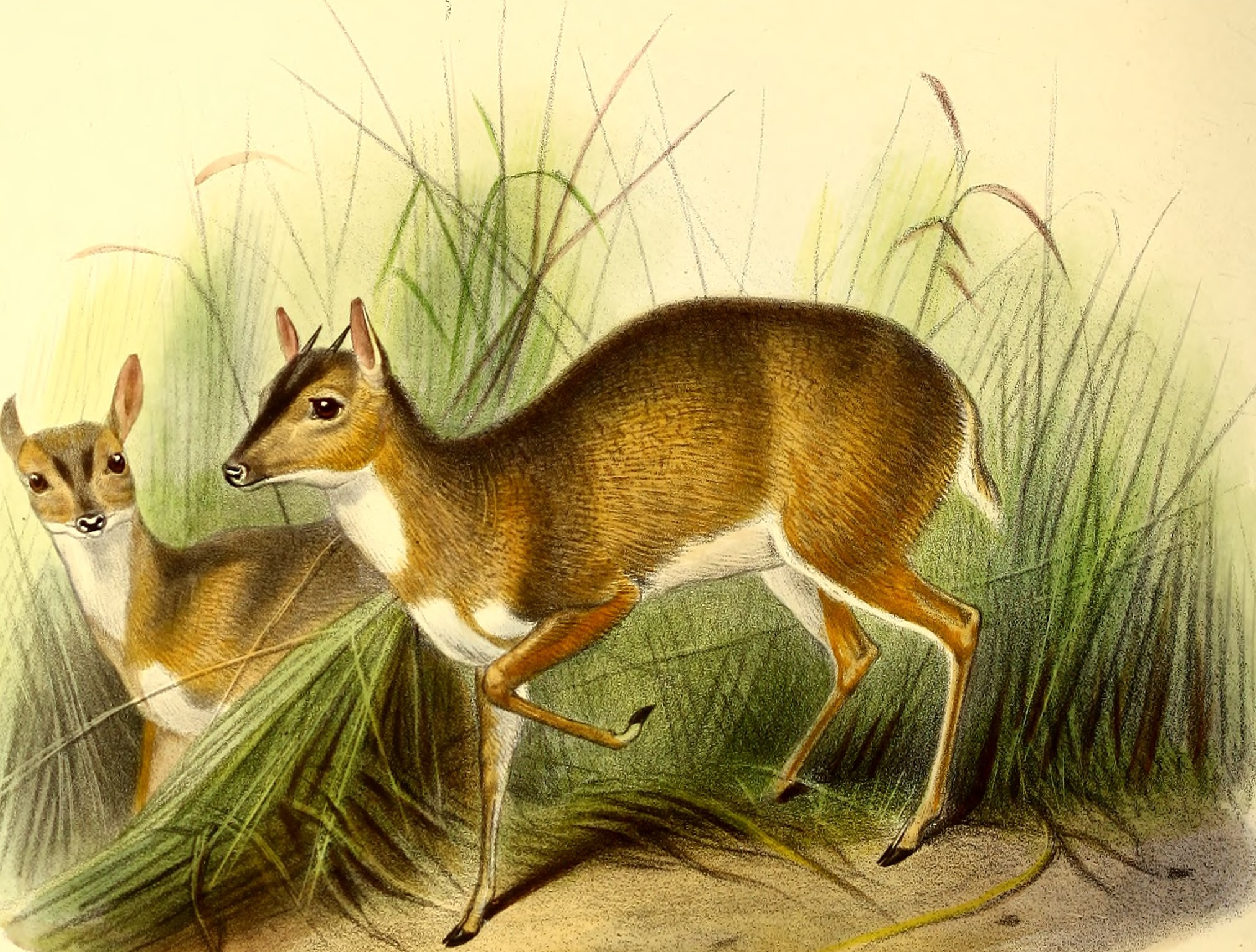

Не являются стадными, живут поодиночке, парами или небольшими семейными группами. Биология размножения изучена слабо. Продолжительность беременности неизвестна. В помёте один детёныш. Новорождённые весят менее 300 г, окрашены они так же, как взрослые антилопы. Вскармливание молоком матери длится два месяца. Половозрелость наступает в возрасте одного года. Предполагаемая продолжительность жизни в дикой природе составляет около 6 лет; в неволе живут до 10 лет.

## Состояние популяции и природоохранный статус

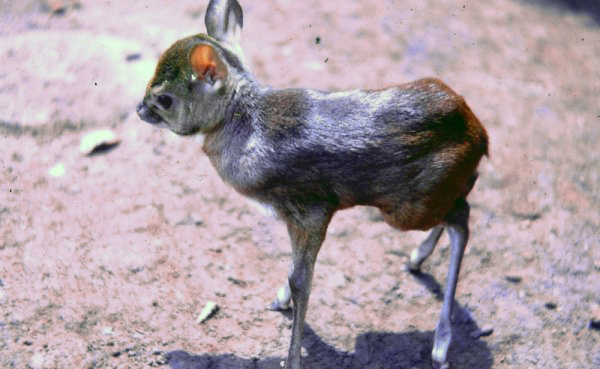
Детёныш карликовой антилопы

По оценке специалистов в 1999 году общая популяция вида насчитывала около 62 тысяч особей, но эти данные могли быть заниженными, поскольку зверьки ведут очень скрытный образ жизни. Считается, что Neotragus pygmaeus — один из видов, сохранность которых вызывает наименьшие опасения. На этих мелких антилоп охотятся ради мяса, что может представлять угрозу для сохранения популяции в будущем.